# Ophiorrhiza subumbellata
Ophiorrhiza subumbellata är en måreväxtart som beskrevs av Johann Georg Adam Forster. Ophiorrhiza subumbellata ingår i släktet Ophiorrhiza och familjen måreväxter. Inga underarter finns listade i Catalogue of Life.